# 북해함대
북해함대(중국어: 北海舰队)는 인민해방군 해군에 소속되어 있는 중화인민공화국의 함대이다.
전신은 인민해방군 초기의 해군부대인 화동해방군(华东解放军) 해군지대(海军支队)로 북해함대, 동해함대, 남해함대의 중국 3대함대 중 유일하게 핵잠수함을 보유하고 있는 등 최강의 전력과 장비를 갖추고 있다.

## 위치와 방위구역
사령부는 칭다오시에 위치하고 있다. 북해함대의 방위 구역은 롄윈강(連雲港) 이북의 황해 및 발해만 지역으로 주요 임무는 수도의 해상 문호에 대한 주변지역의 경계 및 해상위협에 대한 대처이다.

## 편제
함대의 편제는 3개 군급(軍級)으로 뤼순, 호로도, 칭다오 기지로 이루어져 있다.북한과 인접한 해안선(압록강 포함)에서 시작해서 롄원강 남쪽 북위 35º10`까지 담당한다.해당되는 지역중 심양, 베이징, 지난 군구가 여기에 포함되며 총 9개 해안 지역을 방어함. 본부는 칭다오, 주요 시설은 뤼순커우 구에 있다.

## 같이 보기
- 중국 인민해방군 해군
- 북양수사